# رون هيوستن
رون هيوستن هو لاعب هوكي الجليد كندي، ولد في 8 أبريل 1945 في Manitou, Manitoba ‏ في كندا.

## وصلات خارجية
- رون هيوستن على موقع دوري الهوكي الوطني (الإنجليزية)
- رون هيوستن على موقع EliteProspects.com (الإنجليزية)
- رون هيوستن على موقع HockeyDB.com (الإنجليزية)
- رون هيوستن على موقع Hockey-Reference.com (الإنجليزية)